# Creed Taylor
Creed Taylor (* 13. Mai 1929 in Lynchburg, Virginia; † 23. August 2022 in Winkelhaid, Bayern) war ein amerikanischer Musikproduzent und Gründer der Jazz-Labels Impulse! und CTI.

## Leben und Werk
Taylor wuchs in Virginia, in einer Gegend, die musikalisch hauptsächlich vom Bluegrass geprägt war, auf. Kontakt zur moderneren Musik hatte er durch das Radio.

„Since it was a very powerful station, I got it really loud and clear and I used to listen until two or three o’clock in the morning then get up to go to school at six o’clock. That was my indoctrination.“

„Da der Sender sehr stark war, bekam ich ihn sehr laut und klar rein und ich pflegte ihn bis zwei oder drei Uhr morgens zu hören, um dann um 6 Uhr aufzustehen, um zur Schule zu gehen. Das war meine Indoktrination.“

Markenlogo des von Taylor gegründeten Labels Impulse! Records

Nach Abschluss der High School besuchte er die Duke University und machte dort seinen Abschluss in Psychologie. Anschließend verpflichtete er sich für zwei Jahre beim Marine Corps, während dieser Zeit war Taylor auch für ein Jahr im Koreakrieg im Einsatz.
Die Karriere von Taylor, der während seiner Studienzeit selbst Trompeter in der Band The Dukes war, begann 1954 bei Bethlehem Records. Dort arbeitete Taylor mit Musikern wie Chris Connor, Nina Simone, Charles Mingus, J. J. Johnson und Kai Winding.
Bereits 1956 verließ er das Bethlehem-Label, um fortan für ABC-Paramount zu arbeiten. Eine seiner ersten Produktionen war 1956 das Debütalbum von Quincy Jones, This Is How I Feel About Jazz. Während dieser Zeit machte Taylor auch einige eigene Aufnahmen mit dem The Creed Taylor Orchestra & Chorus. 1960 gründete Taylor im Auftrag von ABC-Paramount das auf Jazz spezialisierte Unterlabel Impulse!, für das er 1960 John Coltrane verpflichten konnte und mit ihm 1961 das Album Africa/Brass produzierte. Zusätzlich konnte ABC-Paramount Rudy Van Gelder als Tonmeister und Bob Thiele als weiteren Produzenten gewinnen. An A Love Supreme, dem größten Erfolg von Coltrane und Impulse!, im Jahr 1964 hatte Taylor, der Impulse! und ABC-Paramount bereits 1961 wieder verließ, jedoch keinen Anteil mehr.
1961 wechselte Taylor als Nachfolger von Norman Granz zur MGM-Tochter Verve; seine Position bei Impulse! übernahm Bob Thiele. Dabei prägte Taylor durch seine Aufnahmen mit Astrud Gilberto, Stan Getz, Charlie Byrd, João Gilberto und Antônio Carlos Jobim insbesondere das Gesicht des Bossa Nova Jazz, einer Mischung aus Cool Jazz und brasilianischen Rhythmen, als bekannteste Aufnahme ist dabei The Girl from Ipanema von 1963 zu nennen.
Von 1967 bis 1969 war er schließlich für A&M Records tätig, für die er 1968 das Unterlabel CTI (Creed Taylor Inc.) gründete. 1970 wurde CTI von A&M unabhängig und in der Folge wurden die Sublabels Kudu (1971) und Salvation (1972) gegründet, den Vertrieb übernahm Motown. Die CTI-Zeit war geprägt von den Aufnahmen mit Wes Montgomery, George Benson, Grover Washington, Jr., Chet Baker, Yusef Lateef, Stanley Turrentine und anderen. Neben der Signatur Taylors wurde auch die Coverfotos von Pete Turner zum Markenzeichen von CTI, für die Klangqualität stand der Name Rudy Van Gelder. Den größten Erfolg konnte CTI mit dem Debütalbum Prelude von Eumir Deodato aus dem Jahr 1972 verbuchen. Creed Taylor scheiterte jedoch Ende der 70er Jahre mit dem Versuch, ein eigenes Vertriebsnetz aufzubauen, so dass CTI in Konkurs ging. Nach dem Niedergang von CTI  wurden die Rechte an den Aufnahmen von Columbia (CBS) aufgekauft.
Taylor verschwand zunächst aus der Szene, um Anfang der 1990er Jahre einen neuen Anlauf mit CTI zu wagen, mit dem er jedoch nicht an die ehemaligen Erfolge anknüpfen konnte. Unter dem Namen CTI Jazz betrieb Taylor (Stand: 2007) einen Internetkatalog seiner Aufnahmen.
Creed Taylor starb am 23. August 2022 im bayrischen Winkelhaid an den Folgen eines Schlaganfalls im Alter von 93 Jahren.

## Aufnahmen (Auswahl)
Als Leader des The Creed Taylor Orchestra (& Chorus) und Produzent
- 1958: Shock (ABC-Paramount)
- 1959: Sound of New York: A Musical Portrait (ABC-Paramount)

Als Produzent
- 1955: Chris Connor Sings Lullaby of Birdland (Bethlehem)
- 1955: East Coast Jazz, Vol. 6 (Urbie Green, Bethlehem)
- 1956: This Is How I Feel About Jazz (Quincy Jones, ABC-Paramount)
- 1960: Out of the Cool (Gil Evans, Impulse!)
- 1961: Genius + Soul = Jazz (Ray Charles, Impulse!)
- 1961: The Complete Africa/Brass Sessions (John Coltrane, Impulse!)
- 1961: The Great Kai & J. J. (Kai Winding & J. J. Johnson, Impulse!)
- 1962: Jazz Samba (Charlie Byrd und Stan Getz, Verve)
- 1963: Getz/Gilberto (Stan Getz und Astrud Gilberto, Verve)
- 1963: The Individualism of Gil Evans (Gil Evans, Verve)
- 1964: Getz Au Go Go (Stan Getz with Astrud Gilberto, Verve)
- 1964: The Cat (Jimmy Smith, mit Arrangements von Lalo Schifrin, Verve)
- 1965: Got My Mojo Workin'/Hoochie Cooche Man (Jimmy Smith, Verve)
- 1967: Sweet Rain (Stan Getz, Verve)
- 1970: Gula Matari (Quincy Jones, A&M)
- 1972: Prelude (Eumir Deodato, CTI)
- 1973: Body Talk (George Benson, CTI)
- 1974: She Was Too Good To Me (Chet Baker, CTI)
- 1978: Baltimore (Nina Simone, CTI)

## Auszeichnungen
Insbesondere während seiner Zeit als Kopf von Verve wurden etliche Produktionen von Taylor mit dem US-amerikanischen Musikpreis Grammy ausgezeichnet. An erster Stelle ist dabei natürlich das Album Getz / Gilberto zu nennen, das 1964 insgesamt vier Mal ausgezeichnet wurde. Taylor gelang es damit als erstem Produzenten sowohl das „Album of the Year“ als auch die „Record of the Year“ (The Girl from Ipanema) zu stellen. Zudem wurden Taylors Produktionen mehrfach als „Best Jazz Album“ ausgezeichnet. Fünf Aufnahmen wurden in die „Grammy Hall of Fame“ aufgenommen.